# Stefan Sixt
Stefan Sixt, född 26 juli 1955 i München, är en tysk kulturchef och publicist som är engagerad i modern dansutbildning och utveckling av institutionella strukturer för samtida dans i Tyskland. Sixt har varit partner till den svenska koreografen Jessica Iwanson sedan 1983 och är gift med henne sedan 1979.
Under 1970-talet var Sixt under nästan ett decennium en av världens mest framgångsrika skidakrobater innan han studerade statsvetenskap i München. Sedan 1983 leder han tillsammans med Jessica Iwanson i München Iwanson Schule för samtida dans, som under hans ledning har utvecklats till en av de främsta institutionerna för samtida dansutbildning i Europa.
År 2007 grundade Sixt tillsammans med Jessica Iwanson "Iwanson-Sixt-Stiftung zeitgenössischer Tanz", som regelbundet ger stöd även till svenska dansstudenter. Som stiftelsestyrelsens ordförande arbetar Sixt generellt för att förbättra situationen för unga dansare samt för att driva kvalitativ och strukturell utveckling av den samtida dansutbildningen. Under titeln "Junger Tanz" har han i München, bland annat i samarbete med stadens kulturförvaltning, med Staatstheater am Gärtnerplatz och med Gasteig München GmbH, initierat en samordnad insats för att stödja unga inom samtida dans.
Sommaren 2018 lämnade han sin roll som verkställande delägare i Iwanson Schule och fokuserar sedan dess på sitt arbete som styrelseledamot i den tyska dansorganisationen BLZT (Bayerischer Landesverband für zeitgenössischen Tanz) inom ramen för kulturpolitiken. År 2020 arbetade han med utvecklingen av Corona-stödåtgärder i samarbete med Bayerns ministerium för vetenskap och konst. Under 2021/2022 deltog han i en genomförbarhetsstudie för ett nytt Dansens Hus i München på uppdrag av staden München.